# Zygmunt Maszczyk
Zygmunt Paweł Maszczyk (* 3. Mai 1945 in Siemianowice Śląskie) ist ein ehemaliger polnischer Fußballspieler.
Zygmunt Maszczyk verbrachte fast seine ganze Profi-Karriere bei Ruch Chorzów. Mit den Schlesiern gewann er insgesamt drei polnische Meisterschaften und einen Pokalsieg.
Maszczyk spielte 36-mal für die polnische Nationalmannschaft. Sowohl bei den Olympischen Spielen 1972 und den Olympischen Spielen 1976 als auch bei der Fußball-Weltmeisterschaft 1974 gehörte Maszczyk zum Kader der polnischen Mannschaft.

## Erfolge
- Polnischer Meister (1968, 1974, 1975)
- Polnischer Pokalsieger (1974)
- Olympische Goldmedaille (1972)
- Olympische Silbermedaille (1976)
- Polnischer Fußballer des Jahres (1975)
- WM-Teilnahme (1974)
- WM-Dritter (1974)